# Міроциці
Міроциці (пол. Mirocice) — село в Польщі, у гміні Нова Слупя Келецького повіту Свентокшиського воєводства.
Населення — 520 осіб (2011).
У 1975-1998 роках село належало до Келецького воєводства.

## Демографія
Демографічна структура на день 31 березня 2011 року:
|          | Загалом | Допрацездатний вік | Працездатний вік | Постпрацездатний вік |
| -------- | ------- | ------------------ | ---------------- | -------------------- |
| Чоловіки | 264     | 59                 | 174              | 31                   |
| Жінки    | 256     | 53                 | 145              | 58                   |
| Разом    | 520     | 112                | 319              | 89                   |